# Tabladilla-La Estrella
Tabladilla-La Estrella es un barrio de la ciudad de Sevilla (España), que está englobado dentro del distrito sur de la ciudad. Tiene una población de 3906 habitantes. 
Su nombre proviene de la antigua dehesa de Tabladilla sobre la que está situado, terreno que se utilizaba anteriormente como pastizal para el ganado.

## Delimitación
Los límites del barrio son al norte la calle Cardenal Bueno Monreal y el barrio del Porvenir, al sur el Hospital Universitario Virgen del Rocío y el barrio de Bami, al oeste la avenida Manuel Siurot y al este la línea de ferrocarril Sevilla-Cádiz.

## Edificios de interés
- Fabrica Comisaría Algodonera del Estado. Su origen se remonta a la época de la dictadura de Primo de Rivera, entonces se desarrolló el proyecto de Nuevos Cultivos en Andalucía, la fábrica estaba compuesta por un conjunto de naves destinadas a la transformación y almacenamiento del algodón. Se encuentra en la esquina de la Calle Genaro Parladé con Antonio Maura. Se construyó entre 1925 y 1926 y fue diseñada en estilo neomudéjar por los arquitectos Lorenzo Ortiz e Iribar, José Espiau y Muñoz y Antonio González Cordón. El edificio es actualmente la sede de la Consejería de Agricultura y pesca de la Junta de Andalucía.[3]
- Conjunto La Estrella. Se trata de un conjunto de ocho bloques con planta en estrella y 9 pisos que fueron construidos en 1955 según proyecto del arquitecto Rodrigo Medina Benjumea.[4] A excepción de dos de sus bloques que se construyeron en el año 1976.[5] El conjunto iba a estar formado por nueve bloques pero finalmente sólo se construyeron ocho.[6]